# Alimentation analogique « 2 rails »
Pour un article plus général, voir Modélisme ferroviaire - Alimentation électrique.
L'alimentation analogique « 2 rails » est un type d'alimentation analogique en courant continu utilisé en modélisme ferroviaire qui a connu une évolution et des améliorations. Ce courant peut être du courant continu pur ou du courant redressé ou du courant pulsé unidirectionnel.  
Le terme « d'alimentation conventionnelle » se rencontre également.

## Historique
Pour l'alimentation du matériel roulant, le courant continu remplace la plupart des systèmes à courant alternatif à partir des années 1950.
Cette alimentation en courant continu sera progressivement remplacée par la commande numérique Digital Command Control (DCC) à partir des années 1990.

## Fonctionnement
Le système analogique à courant continu consiste à commander directement toute locomotive située sur les voies alimentées par un transformateur régulateur en réglant la vitesse (proportionnelle à la tension) et le sens de rotation (dépendant de la polarité) de son moteur. En comparaison, le système numérique DCC passe lui par une alimentation à courant alternatif non sinusoïdal et non périodique de fréquence variable (5 à 10 kHz) qu'un microcontrôleur (appelé décodeur) installé à bord de chaque locomotive décode et utilise pour mettre la locomotive concernée en mouvement et commander ses fonctions annexes. 
La tension nominale (continue, redressée ou pulsée) utilisée pour l'alimentation analogique des locomotives miniatures est comprise entre 8 et 16 volts en fonction de l'écartement. Cette tension est la valeur de tension moyenne pour le courant redressé ou pulsé. Cette tension nominale est la tension maximale de service permettant la vitesse la plus élevée des moteurs, tension qui sera diminuée par différents moyens pour en diminuer la vitesse. Le transformateur régulateur, qui peut être utilisé pour fournir ce courant de traction, possède généralement également une sortie en courant alternatif de valeur nominale comprise entre 10 et 18 volts, tension fixe destinée aux accessoires.
Les transformateurs prévus pour l'Europe abaissent à ces valeurs de tensions nominales la tension alternative du réseau de 230 V, et sont utilisables pour les réseaux de 220 ou 240 V, alors que les transformateurs prévus pour les États-Unis sont conçus pour abaisser une tension alternative de 110 V et sont utilisables entre 100 et 127 V ; ils délivrent 12V. En raison du principe de fonctionnement d'un transformateur, une variation de la tension du secteur entraîne une variation proportionnelle de la tension transformée.

À l'origine, les transformateurs, encore utilisés de nos jours, abaissent la tension alternative du secteur puis opèrent un redressement double alternance du courant sans le lisser. La vitesse du moteur alimenté par cette tension redressée est proportionnelle à sa tension moyenne, c'est-à-dire au nombre de spires sélectionnées sur le bobinage secondaire du transformateur. Une chute de potentiel gênante apparaît lors de la mise en route d'une locomotive supplémentaire.

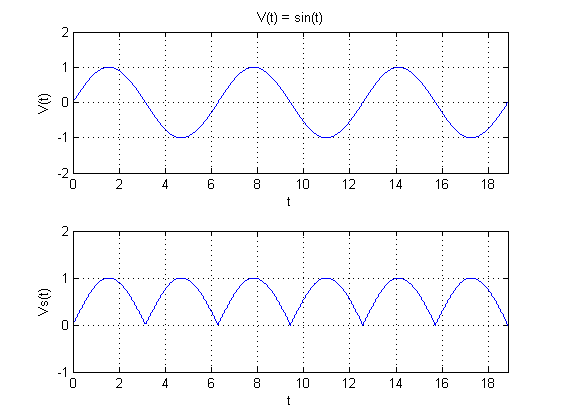
Courant alternatif au-dessus et courant redressé double alternance en-dessous

Une première amélioration consiste à une alimentation par demi-ondes : on agit sur les deux demi-ondes correspondant à la période alternative redressée. Pour démarrer et accélérer, on commence par augmenter la tension de crête d'une demi-onde, puis, quand sa valeur maximale est atteinte, on augmente la tension de crête de l'autre demi-onde. Cela permet de démarrer ou de s'arrêter à une vitesse plus réduite. Les fabricants de trains électriques miniatures ont utilisé cette amélioration dès la fin des années 1970,.

Courant alternatif au-dessus, demi-ondes du courant redressé au milieu, deux demi-ondes du courant redressé en dessous

Si l'utilisation d’alimentations stabilisées permet d'éviter la chute de potentiel liée à l'augmentation de l'intensité demandée, ces alimentions fournissent un courant continu lissé qui ne permet pas une marche à bas régime. Toutefois, ce courant continu lissé, généré par ces alimentations à découpage ou des alimentations stabilisées, peut être découpé par un hacheur électronique qui génère une tension à onde rectangulaire (dite tension hachée) d'environ 100 Hz augmentant la régularité du fonctionnement des moteurs à faible vitesse,. Cette alimentation en tension hachée (dite aussi en courant pulsé) semble être l'ultime amélioration en mode analogique avant le passage au mode numérique, c'est-à-dire la commande dite digitale.

Signal d'une tension hachée unidirectionnelle à onde rectangulaire

La variation de vitesse du moteur alimenté par cette tension hachée peut s'obtenir en faisant varier la durée de l'impulsion, ce qui fait varier la tension moyenne et donc la vitesse du moteur. C'est le principe de base de la modulation de largeur d'impulsion (MLI ou PWM en anglais). Cette modulation de largeur d'impulsion a été utilisée par une marque grand public de trains électriques miniatures à partir de 1982 comme dispositif alimenté par un transformateur séparé. Un autre moyen de faire varier la tension moyenne est évidemment de faire varier la tension de crête.

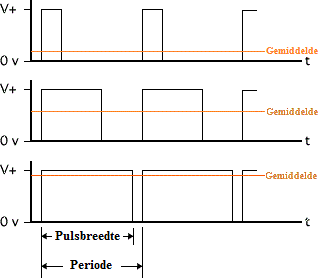
La durée de l'impulsion au sein d'une période (le rapport cyclique) détermine la tension moyenne (en rouge)